# La Bresse Hohneck
Situé sur la commune de La Bresse, le domaine skiable de La Bresse Hohneck est le plus grand du massif des Vosges et du Nord-Est de la France, par son étendue et sa fréquentation. Il est exploité par la société Labellemontagne.

## Historique
La station est officiellement créée en 1965 par la famille Remy après une première tentative avortée à proximité de la commune de la Bresse (site de Supervallée inauguré en 1961 et fermé en 1972). Constatant que l'enneigement est meilleur en amont à proximité du ruisseau du Chitelet et du lieu-dit Belle-Hutte, le projet d'une nouvelle station « Vologne-Chitelet » est initié à partir de 1962-1963 et validé définitivement en janvier 1965 par la signature d'une convention avec la commune jusqu'en 1983.
La station est inaugurée en décembre 1965 avec trois téléskis (téléski école et grand téléski de Vologne, téléski du Chitelet). Un ancien baraquement aménagé accueille les skieurs.
En 1967, le grand téléski de Vologne est doublé.
En 1969, un complexe de restauration et d'hébergement, « le Slalom », est construit au pied des pistes, permettant d'accueillir de manière moderne les usagers et regroupant tous les services (restaurant, location). Il est inauguré en janvier 1970. Le domaine compte alors huit pistes (notamment les pistes du Chitelet et du Goulet desservies par quatre téléskis).
En 1977, deux télésièges sont construits sur Vologne et sur Artimont avec l'extension de la station sur le versant Artimont.
En 1981 est installé un téléski permettant de desservir le sommet du Kastelberg depuis la cuvette de La Lande.
En 1984, un télésiège neuf débrayable remplace ce dernier alors que l'ancien télésiège d'Artimont est installé sur le site de La Lande en remplacement d'un téléski.
En 1987, deux télésièges sont inaugurés sur les sites du Petit Artimont et du Chitelet.
L'installation des dispositifs d'enneigement artificiel (la station étant très précurseuse en ce domaine) permet de pallier le problème d'enneigement que commence à connaître de façon récurrente le massif.
En 1997, un projet d'interconnexion avec les pistes du col de la Schlucht et du Collet n'aboutit pas.
L'année 2002 voit la construction d'un 6e télésiège sur le lieu-dit de Belle-Hutte (un peu en aval du départ principal de la station), qui constitue avec le nouveau complexe et le parking construits quelques années plus tard une nouvelle porte d'entrée pour la station avec quatre nouvelles caisses et un nouveau bâtiment destiné à la location de skis.
Durant la période 2002 à 2008, la station entame progressivement une fiabilisation de son parc de remontées mécaniques et de ses installations d'enneigement artificiel, modifications pas toujours visibles au niveau de la clientèle mais qui permettent non seulement d'offrir un meilleur manteau neigeux, mais aussi de limiter considérablement les arrêts de ses équipements. Elle propose également une nouvelle manière d'acquérir son forfait de ski par internet ou par téléphone et permet ainsi d'éviter aux skieurs l'attente aux caisses.
2009 marque le renouveau de cette station de ski avec la démolition du complexe « Le Slalom » qui vient de fêter ses 40 ans. Une période de travaux importants étalée sur plusieurs années débute avec la restructuration intégrale du Front de Neige : création d'un hameau village composé de plus de 150 appartements avec commerces, restaurants, location de skis, garderie pour enfants, école de ski, VTT, etc. De plus, le nombre de places de parking est augmenté.
Pour augmenter la fréquentation du site en période estivale et contribuer à rentabiliser les équipements de remontées mécaniques, le directeur Jean-Marie Remy, ayant pris modèle sur un équipement allemand (Sauerland) a fait construire, en 1977 deux pistes de luge d'été en béton de 850 mètres de long et 165 mètres de dénivelé. En 2010, l'équipement de luges subit une profonde modification en particulier au niveau de la sécurité, la sortie de piste étant désormais impossible par construction. Son utilisation est possible été comme hiver grâce à des rails surélevés. L'équipement est baptisé « Schlitte Mountain ».
La 1re tranche des travaux livrée pour l'hiver 2009-2010 prévoit le déplacement de remontées mécaniques du front de neige, la mise à niveau et le terrassement de tout le départ de la station, la construction d'une nouvelle structure d'accueil commerciale avec location de skis, restaurants, self-service, caisses remontées mécaniques, gendarmerie, école de ski et garderie pour enfants.
En 2015, la station fête ses 50 ans.

## Particularités du domaine[3]
- La station voisine située au col de la Schlucht est gérée par la même société. Il en était de même pour l'ancienne station du Collet.
- Le point culminant du domaine se trouve au sommet du Kastelberg, à 1 350 mètres d'altitude. C'est le quatrième sommet du massif des Vosges.
- L'enneigement artificiel est assuré par 360 canons à neige, alimentés en eau par le barrage de la Lande qui se trouve au milieu du domaine.
- Le domaine possède deux accès routiers : l'un au pied des pistes et l'autre par la route des Crêtes en venant par le col de la Schlucht.

## Statistiques et fréquentation
En 2011 la station a accueilli 363 843 journées skieurs, soit 38 % de la fréquentation totale des stations du massif des Vosges.
| Saison    | Journées skieurs | Jours d'ouverture | Chiffre d'affaires |
| --------- | ---------------- | ----------------- | ------------------ |
| 2005-2006 | 424 582          | 122               |                    |
| 2006-2007 | 169 196          | 87                |                    |
| 2007-2008 | 292 611          | 114               |                    |
| 2008-2009 | 343 223          | 107               |                    |
| 2009-2010 | 331 409          | 109               |                    |
| 2010-2011 | 341 643          | 117               |                    |
| 2014-2015 | ?                | 111               | 76 M€              |
| 2017-2018 | 400 000          | 115               |                    |